# Steder opkaldt efter danske kongelige
En mængde steder har fået navn efter danske konger og dronninger, prinser og prinsesser, ofte som hyldest til bygherren eller en slægtning. En del steder, der kunne forekomme at være opkaldt efter kongelige, er egentlig opkaldt efter helgener eller andre, og navnesammenfaldet kan således være mere eller mindre tilfældigt.

## Steder opkaldt efter danske kongelige
| Stednavn | Koordinater                                               | Opkaldt efter                          | Navngivet (år) | Note |
| --- | --------------------------------------------------------- | -------------------------------------- | -------------- | --- |
| Dronning Alexandrines Bro | 54°59′20″N 12°9′52″Ø / 54.98889°N 12.16444°Ø              | Dronning Alexandrine                   | 1943           | |
| Amalienborg (og Amalienborg Slotsplads)                                                                                       | 55°41′3″N 12°35′35″Ø / 55.68417°N 12.59306°Ø              | Dronning Sophie Amalie                 |                | |
| Anne-Marie Sø | 54°55′29.09″N 9°33′42.62″Ø / 54.9247472°N 9.5618389°Ø     | Dronning Anne-Marie                    |                | [ 1 ] |
| Benediktekirken |                                                           | Prinsesse Benedikte                    | 2007           | [ 2 ] |
| Benedikte Sø | 54°55′34.33″N 9°33′56.98″Ø / 54.9262028°N 9.5658278°Ø     | Prinsesse Benedikte                    |                | [ 1 ] |
| Dronning Caroline Amalies kvindelige Plejeforening                                                                            |                                                           | Dronning Caroline Amalie               | 1843           | |
| Caroline Amalies Asyl |                                                           | Dronning Caroline Amalie               | 1865           | |
| Charlotte Amalie | 18°20′30.83″N 64°55′42.33″V / 18.3418972°N 64.9284250°V   | Charlotte Amalie af Hessen-Kassel      |                | |
| Charlottenborg |                                                           | Charlotte Amalie af Hessen-Kassel      | 1700           | |
| Charlottenlund |                                                           | Charlotte Amalie af Danmark-Norge      |                | |
| Charlottenlund Slot |                                                           | Charlotte Amalie af Danmark-Norge      | 1730           | |
| Dronningens Asyl (Odense) Arkiveret 14. maj 2011 hos Wayback Machine                                                          | Map Google                                                | Dronning Caroline Amalie               | 1837           | |
| Christian III's kanal |                                                           | Christian 3.                           | 1536           | |
| Kong Christian den Niendes Pontonbro                                                                                          |                                                           | Christian 9.                           | 1863           | |
| Kong Christian IX's og Dronning Louises Jubilæumsasyl                                                                         |                                                           | Christian 9. og Louise                 | 1888           | |
| Kong Christian den X's Bro | 54°54′39.69″N 9°47′1.88″Ø / 54.9110250°N 9.7838556°Ø      | Christian 10.                          | 1930           | |
| Kong Christian X's Gigthospital                                                                                               |                                                           | Christian 10.                          | 1956           | |
| Christianeum | 53°33′28″N 9°52′24″Ø / 53.55778°N 9.87333°Ø               | Christian 6.                           | 1744           | Gymnasium i bydelen Othmarschen i Hamborg |
| Christiania |                                                           | Christian 4.                           | 1624           | |
| Christianopel | 56°15′15.50″N 16°02′38.76″Ø / 56.2543056°N 16.0441000°Ø   | Christian 4.                           | 1599           | |
| Fort Christiansborg |                                                           | Christian 5.                           |                | |
| Christiansborg Slot | 55°40′33″N 12°34′44″Ø / 55.67583°N 12.57889°Ø             | Christian 6.                           | 1733           | |
| Christiansfeld |                                                           | Christian 7.                           |                | |
| Christiansfort |                                                           | Christian 5.                           |                | |
| Christianshavn |                                                           | Christian 4.                           |                | |
| Christiansholm Fæstning (Kristiansand)                                                                                        |                                                           | Christian 5.                           | 1672           | |
| Christianspris |                                                           | Christian 4.                           |                | |
| Christiansstad |                                                           | Christian 4.                           | 1614           | |
| Christiansted |                                                           | Christian 6.                           | 1733           | |
| Christiansø |                                                           | Christian 5.                           |                | |
| Christiansværn |                                                           | Christian 6.                           | 1734           | |
| Christians Kirke |                                                           | Christian 6.                           |                | |
| Christianskirken |                                                           | Christian 10.                          |                | |
| Christianskirche | 53°32′49″N 9°55′58″Ø / 53.54694°N 9.93278°Ø               | Christian 6.                           | 1638           | Kirke i bydelen Ottensen i Hamborg |
| Christianskirkjan |                                                           | Christian 10.                          |                | |
| Dagmarteatret | 55°40′35.16″N 12°33′58.75″Ø / 55.6764333°N 12.5663194°Ø   | Dagmar (kejserinde af Rusland)         | 1883           | |
| Dannerhuset |                                                           | Grevinde Danner                        |                | |
| Dronningens Boulevard | 56°8′0.24″N 8°56′25.06″Ø / 56.1334000°N 8.9402944°Ø       | Margrethe 2.                           | 1979           | |
| Dänischenhagen | 54°26′N 10°8′Ø / 54.433°N 10.133°Ø                        | Christian 4.                           | 1632           | Christianhagen 1632-1864 |
| Fredericia |                                                           | Frederik 3.                            | 1664           | |
| Kong Frederik VII's Pontonbro                                                                                                 |                                                           | Frederik 7.                            | 1856           | Bro over Alssund i Sønderborg, der i 1930 afløstes af Kong Christian den X's Bro. |
| Frederik VII's Stiftelse |                                                           | Frederik 7.                            | 1873           | |
| Frederik d. 9's Bro | 54°45′31.52″N 11°51′57″Ø / 54.7587556°N 11.86583°Ø        | Frederik 9.                            | 1963           | |
| Kronprins Frederiks Bro | 55°50′33″N 12°2′19″Ø / 55.84250°N 12.03861°Ø              | Frederik 9.                            | 1935           | |
| Kronprins Frederiks og Kronprinsesse Louises Stiftelse                                                                        | 55°41′35.93″N 12°34′15.31″Ø / 55.6933139°N 12.5709194°Ø   | Frederik 8. og Louise af Sverige-Norge | 1898           | Opført af Den Danske Frimurerorden under Frederik 8.s protektorat |
| Frederiksberg |                                                           | Frederik 4. / Frederik 6.              |                | |
| Frederiksberg Slot | 55°40′18″N 12°31′30″Ø / 55.67167°N 12.52500°Ø             | Frederik 4                             | 1699           | |
| Frederiksborg Slot |                                                           | Frederik 2.                            |                | |
| Frederiksdal |                                                           | Frederik 3.                            |                | |
| Frederiksgade |                                                           | Frederik 5.                            | 1749           | |
| Frederikshavn |                                                           | Frederik 6.                            | 1818           | |
| Frederiksholm |                                                           | Frederik 3.                            | 1667           | |
| Frederiksholm Fæstning |                                                           | Frederik 3.                            | 1662           | |
| Frederiksholms Kanal | 55°40′25.71″N 12°34′40.39″Ø / 55.6738083°N 12.5778861°Ø   | Frederik 3.                            | 1667           | |
| Frederikshåb | 61°59′41.2″N 49°39′54.25″V / 61.994778°N 49.6650694°V     | Frederik 5.                            |                | [ 3 ] |
| Frederiks Kirke | 55°41′5.8″N 12°35′21.8″Ø / 55.684944°N 12.589389°Ø        | Frederik 5.                            |                | |
| Frederikskirken |                                                           | Frederik 9.                            | 1944           | |
| Frederikskirken (Paris) |                                                           | Frederik 9.                            | 1955           | [ 4 ] |
| Frederikskirken (Sydney) |                                                           | Kronprins Frederik                     | 2009           | [ 5 ] |
| Frederiksnagore |                                                           | Frederik 5.                            |                | |
| Frederiksodde |                                                           | Frederik 3.                            | 1651           | |
| Frederiksort |                                                           | Frederik 5.                            |                | |
| Frederikssund |                                                           | Frederik 3.                            |                | Frederikssund var tidligere ladeplads for købstaden Slangerup og opstod, da Frederik II den 14. maj 1578 gav borgerne i denne by frihed til at gøre oplag med deres varer på bakken ved Ude Sundby eller, som stedet kaldtes, Sundby Færge. Navnet Frederikssund skal stamme fra Frederik III’s tid, da byen 1665 fik toldstedsret og købstadsrettigheder. |
| Frederiksstaden |                                                           | Frederik 5.                            |                | |
| Frederiksted |                                                           | Frederik 5.                            |                | Frederiksted er en by på Sankt Croix i øgruppen U.S. Virgin Islands, de forhenværende Dansk-Vestindiske øer. Byen blev grundlagt i 1750'erne. Byen er opkaldt efter kong Frederik 5. men blev i den danske kolonitid aldrig kaldt andet end "Vestenden" på grund af sin beliggenhed på øens vestkyst.                                                      |
| Frederiksværk |                                                           | Frederik 5.                            |                | |
| Frederiksværn |                                                           | Frederik 5.                            |                | I vinteren 1748-1749 besluttede Frederik V at bygge et nyt galejværft og en hovedstation for orlogsflåden i Norge for at støtte landstyrkerne ved indmarch i Sverige samtidig med, at en flådestyrke kunne stoppe en tilsvarende svensk fremrykning over land mod Norge.                                                                                   |
| Frederiksø |                                                           | Frederik 4.                            |                | Frederiksø er opkaldt efter kong Frederik 4., som lod havnen og kasernerne udbygge efter at Christian 5. havde etableret en fæstning på naboøen Christiansø. |
| Gormshallen |                                                           | Gorm den Gamle                         | 1969           | [ 6 ] |
| Haraldsborg |                                                           | Harald Kesja                           | 1100-tallet    | Fæstning fra 1110-tallet. |
| Haraldsborgvej |                                                           | Harald Kesja                           | 1920'erne      | [ 7 ] |
| Haraldshøj (Skibet Sogn) | 55°43′1.92″N 9°25′33.13″Ø / 55.7172000°N 9.4258694°Ø      | Harald Kesja ?                         |                | [ 8 ] [ 9 ] |
| Prins Henriks Skole ("Prins Henriks Skole, Den Franske Skole i København" (Lycée Prins Henrik, Lycée Français de Copenhague)) |                                                           | Prins Henrik                           | 1989           | |
| Dronning Ingrids Hospital | 64°10′9″N 51°44′17″V / 64.16917°N 51.73806°V              | Dronning Ingrid                        | 1953           | |
| Ingrid Sø | 54°55′25.19″N 9°33′53.74″Ø / 54.9236639°N 9.5649278°Ø     | Dronning Ingrid                        |                | [ 1 ] |
| Kongemindet | 55°6′42.15″N 14°53′21.37″Ø / 55.1117083°N 14.8892694°Ø    | Frederik 7.                            | 1856           | |
| Kongens Nytorv | 55°40′50″N 12°35′9″Ø / 55.68056°N 12.58583°Ø              | Christian 5.                           | 1670           | |
| Sankt Knud Lavard Kirke | 55°46′29.4″N 12°30′23.5″Ø / 55.774833°N 12.506528°Ø       | Knud Lavard                            | 1957           | |
| Skt. Knud Lavard Skole |                                                           | Knud Lavard                            | 1954           | |
| Knud Lavards Gade |                                                           | Knud Lavard                            |                | |
| Kristianopel |                                                           | Christian 4.                           | 1599           | |
| Kristianstad |                                                           | Christian 4.                           | 1614           | |
| Kronprinsensgade | 55°40′50.34″N 12°34′45.35″Ø / 55.6806500°N 12.5792639°Ø   | Frederik 6.                            | 1783           | [ 10 ] |
| Kronprinsessegade | 55°41′8.99″N 12°35′0.7″Ø / 55.6858306°N 12.583528°Ø       | Dronning Marie Sophie Frederikke       | 1795           | [ 11 ] |
| Dronning Louises Asyl |                                                           | Louise af Hessen                       | 1887           | |
| Dronning Louises Bro | 55°41′12.01″N 12°33′49.67″Ø / 55.6866694°N 12.5637972°Ø   | Louise af Hessen                       | 1887           | |
| Dronning Louises Børnehospital                                                                                                | 55°41′31.06″N 12°34′39.11″Ø / 55.6919611°N 12.5775306°Ø   | Louise af Hessen                       | 1877           | |
| Dronning Louises Høj |                                                           | Louise af Sverige-Norge                | 1908           | [ 12 ] |
| Kronprinsesse Louises Asyl |                                                           | Louise af Sverige-Norge                | 1871           | |
| Louisenlund |                                                           | Louise af Danmark-Norge                | 1776           | |
| Margretevold |                                                           | Margrete Sprænghest                    |                | |
| Dronning Margrethe Hallen | 55°34′46.14″N 9°43′27.07″Ø / 55.5794833°N 9.7241861°Ø     | Margrethe 2.                           | 1976           | |
| Margretheholm |                                                           | Margrethe 2.                           |                | |
| Margrethekirken |                                                           | Margrethe 2.                           | 1968           | |
| Margrethepladsen | 56°9′7.04″N 10°11′53.63″Ø / 56.1519556°N 10.1982306°Ø     | Margrethe 2.                           | 1993           | [ 13 ] |
| Margrethe Sø | 54°55′41.61″N 9°33′36.74″Ø / 54.9282250°N 9.5602056°Ø     | Margrethe 2.                           |                | [ 1 ] |
| Dronning Margrethes Vej | 56°10′20.16″N 10°13′14.27″Ø / 56.1722667°N 10.2206306°Ø   | Margrete 1.                            | 1904           | [ 14 ] |
| Crown Princess Mary Cancer Centre Westmead                                                                                    | 33°48′17.15″S 150°59′18.32″Ø / 33.8047639°S 150.9884222°Ø | Kronprinsesse Mary                     | 2011           | [ 15 ] |
| Prinsens Palæ | 55°40′29.8″N 12°34′32.5″Ø / 55.674944°N 12.575694°Ø       | Frederik 5.                            | 1744           | |
| Sophie Amalienborg |                                                           | Dronning Sophie Amalie                 |                | |
| Sophienberg | 55°53′58.13″N 12°31′57.93″Ø / 55.8994806°N 12.5327583°Ø   | Sophie Magdalene                       | 1746           | |
| Prinsesse Thyras Asyl |                                                           | Thyra                                  | 1878           | |
| Valdemarsmuren |                                                           | Valdemar den Store                     |                | |
| Wilhelmine Schule | 55°14′57.73″N 9°29′7.42″Ø / 55.2493694°N 9.4853944°Ø      | Vilhelmine Marie                       | 1830           | [ 16 ] |

## Steder opkaldt efter danske kongeliges adelige børn
| Stednavn                        | Koordinater | Opkaldt efter                                    | Navngivet (år) | Note   |
| ------------------------------- | ----------- | ------------------------------------------------ | -------------- | ------ |
| Gyldenløvesgade (København)     |             | Ulrik Christian Gyldenløve (søn af Christian 4.) |                |        |
| Gyldenløvesgade (Odense)        |             | Ulrik Christian Gyldenløve (søn af Christian 4.) | 1935           |        |
| Gyldenløvesgade (Slagelse)      |             | ?                                                |                |        |
| Gyldenløvesgade (Aarhus)        |             | Ulrik Christian Gyldenløve, greve af Samsø       | 1905           |        |
| Gyldenløves gate (Kristiansand) |             | Ulrik Frederik Gyldenløve                        |                |        |
| Gyldenløves gate (Larvik)       |             | Ulrik Frederik Gyldenløve                        |                |        |
| Gyldenløves gate (Oslo)         |             | Ulrik Frederik Gyldenløve                        | 1879           |        |
| Gyldenløves gate (Trondheim)    |             | Ulrik Frederik Gyldenløve                        |                |        |
| Gyldenløves gate (Tønsberg)     |             | Ulrik Frederik Gyldenløve                        |                |        |
| Gyldenløves Høj                 |             | Ulrik Frederik Gyldenløve                        |                |        |
| Gyldenløves Palæ                |             | Ulrik Frederik Gyldenløve                        | 1677           |        |
| Leonora Christinas Vej (Ikast)  |             | Leonora Christina Ulfeldt                        |                |        |
| Leonora Christinas Vej (Maribo) |             | Leonora Christina Ulfeldt                        |                |        |
| Ulriksholm                      |             | Ulrik Christian Gyldenløve                       | 1645           |        |
| Valdemars Slot                  |             | Valdemar Christian, greve til Slesvig og Holsten | 1644           | [ 17 ] |

## Steder, der ikke er opkaldt efter danske kongelige, men med forvekslingsmulighed
| Stednavn      | Koordinater | Opkaldt efter                | Navngivet (år) | Note                                                   |
| ------------- | ----------- | ---------------------------- | -------------- | ------------------------------------------------------ |
| Margrethe Kog |             | Sankt Margrethe af Antiochia | 1511 (nævnt)   | Inddæmmet 1979-81, altså i Margrethe 2.'s regeringstid |